# Austrobatrachus iselesele
Austrobatrachus iselesele is een straalvinnige vissensoort uit de familie van de kikvorsvissen (Batrachoididae). De wetenschappelijke naam van de soort is voor het eerst geldig gepubliceerd in 2012 door Greenfield.